# SoHo (Nueva York)

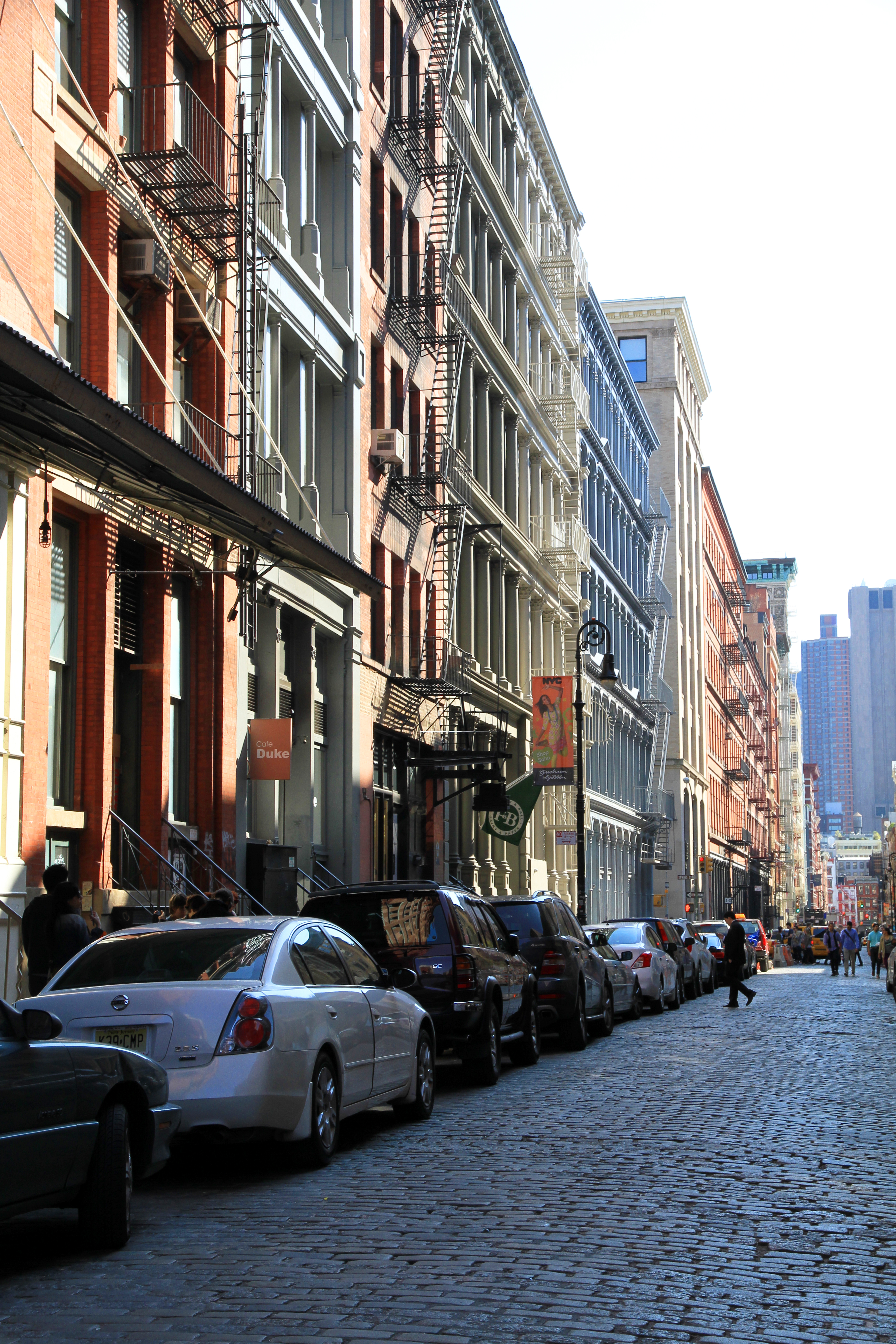
Calle de SoHo.

El SoHo, a veces escrito como Soho, es un barrio del bajo Manhattan, Nueva York, Estados Unidos. Desde el siglo XX ha sido la ubicación de muchos lofts de artistas y galerías de arte y también ha sido conocido por su variedad de tiendas, que van desde boutiques de moda a outlets de cadenas nacionales e internacionales. La historia del área es un ejemplo arquetípico de regeneración urbana interna y de gentrificación abarcando desarrollo socioeconómico, cultural, político y arquitectónico.
El nombre "SoHo" hace referencia a la ubicación geográfica de la zona, ya que deriva de la contracción de «South of Houston Street» («Al sur de la calle Houston»), y fue acuñado en 1962 por Chester Rapkin, planeador urbano y autor del estudio The South Houston Industrial Area, conocido también como el "Reporte Rapkin". El nombre también hace referencia a la zona del mismo nombre de Londres. Del mismo modo, la ciudad de Málaga también presenta un barrio artístico con el mismo nombre.
Casi todo el SoHo está incluido en el Distrito Histórico de SoHo Cast Iron, que fue declarado por la Comisión para la Preservación de Monumentos Históricos de Nueva York en 1973, extendido en 2010, y fue inscrito en el Registro Nacional de Lugares Históricos y declarado Monumento Histórico Nacional en 
1978. Consiste de 26 manzanas y aproximadamente 500 edificios, muchos de ellos incorporando elementos de la arquitectura en hierro. Muchas calles laterales en el distrito están pavimentadas con adoquines.
SoHo es parte del Distrito Comunitario N° 2 de Manhattan y sus principales códigos ZIP son el 10012 y 10013. Está patrullado por los precintos 1 y 5 del Departamento de Policía de Nueva York.

## Geografía

### Límites
Debido a la naturaleza de los barrios en Nueva York, diferentes fuentes darán frecuentemente diferentes límites. En el caso del SoHo, todas las fuentes aparecen estar de acuerdo en que el límite norte es la calle Houston, y el límite sur es Canal Street, pero la ubicación de los límites orientales y occidentales es disputada.
En 1974, poco después de que el SoHo empezó a existir, The New York Times describió sus límites como "extendiéndose desde la calle Houston hasta Canal entre West Broadway y Lafayette Street" – una definición que mantuvo en 2016 – pero The Encyclopedia of New York City reporta que el SoHo esta límitado por Crosby Street en el este, y la Sexta Avenida al oeste. Estos son los mismos límites mostrados por Google Maps. Sin embargo, la AIA Guide to New York City establece el límite oeste del SoHo al norte de Broome Street en West Broadway, y la revista New York establece el límite este en Lafayette Street y el occidental en el río Hudson.
El mapa en el perfil de Distrito Comunitario 2 en el sitio oficial de Nueva York tiene "SOHO" escrito cerca de Broadway en el espacio equidistante entre las calles Houston y Canal .
En los años 1990, agentes de bienes raíces empezaron a dar nombres distintos a un barrio vecino al sur de West Houston Street sin que hubiera un acuerdo sobre cómo debería ser llamado (o incluido como parte de) West SoHo (SoHo del oeste), Hudson Square o South Village. La AIA Guide dice que ese barrio es "una intersección de ladrillo y vidrio en busca de una identidad", y se refiere a la sección occidental de esta como "The Glass Box District" (en inglés: "el distrito de la caja de cristal"). A diferencia de Hudson Square, la South Village ha aparecido tradicionalmente en mapas del Distrito Comunal 2, centrado cerca de la intersección de las calles Houston y la Avenue of the Americas. El mapa más reciente del Distrito Comunitario 2 contiene tanto South Village como Hudson Square, con esta última escrita en el área debajo de la calle Houston, entre Hudson Street y el río Hudson.

### Distrito Histórico
El Distrito Histórico SoHo–Cast Iron está contenido dentro del barrio. Originalmente terminaba en el oeste al lado oriental de West Broadway y en el este al lado occidental de Crosby Street, el Distrito Histórico SoHo–Cast Iron fue expandido en el 2010 para cubrir la mayor parte de West Broadway y, hacia el este, hasta las calles Lafayette y Centre. Las líneas de límite no son rectas y algunas fachadas en West Broadway y Lafayette están excluidas del distrito.

## Historia

### Primeros años
Durante el periodo colonial, los terrenos que hoy son el SoHo fueron parte de la tierra dada a los esclavos libertos por la Compañía Neerlandesa de las Indias Occidentales y lugar del primer asentamiento de éstos en la isla de Manhattan. Estos terrenos fueron adquiridos en los años 1660 por Augustine Hermann, y luego traspasados a su cuñado, Nicholas Bayard. La propiedad fue confiscada por el estado como consecuencia de la participación de Bayard en la Rebelión de Leisler pero le fue devuelta cuando la sentencia fue anulada.
En el siglo XVIII, barreras naturales ―riachuelos y colinas― impidieron el crecimiento de la ciudad hacia el norte y la propiedad de Bayard, con lo que esta área mantuvo su carácter rural. Durante la revolución americana, el área vio la construcción de muchas fortificaciones, reductos y parapetos. Después de la guerra, Bayard, que había sufrido financieramente a causa de ésta, se vio obligado a hipotecar parte de la propiedad, que fue dividida en lotes, pero incluso así hubo muy poca construcción en el área aparte de algunos talleres en Broadway y Canal Street.
La construcción en el área no se dio de manera regular hasta que el Consejo de la Ciudad, respondiendo a quejas de los propietarios, drenó el Collect Pond, que alguna vez sirvió como una fuente importante de agua fresca para la isla pero que en esos años se encontraba contaminada, maloliente e infestada de mosquitos. Se construyó un canal para drenar el estanque al río Hudson y luego tanto canal como estanque fueron rellenados utilizando tierra de la cercana colina llamada Bayard's Hill. Una vez que Broadway fue pavimentada y las veredas construidas tanto en esa calle como en la calle Canal, más gente empezó a mudarse a la zona uniéndose a antiguos residentes como James Fenimore Cooper.

### Comercio, entretenimiento y declive
Para mediados del siglo XIX, las primeras casas de estilo federal y neogriego fueron reemplazadas por estructuras más sólidas de piedra y hierro forjado y, a lo largo de Broadway, grandes establecimientos comerciales con fachadas de mármol como Lord & Taylor, Arnold Constable & Company y Tiffany & Company así como grandes hoteles como el San Nicolás y el Metropolitan. Los teatros siguieron en este despertar y Broadway, entre las calles Canal y Houston, se convirtió en un animado distrito teatral y de compras y el centro de entretenimiento de Nueva York. Como es habitual con ese tipo de áreas, también tuvo muchos burdeles. y las calles laterales a Broadway se convirtieron en la zona roja de la ciudad.. A medida que este cambio en carácter ahuyentó a la clase media, su lugar fue tomado por pequeños locales de manufactura, incluyendo ebanistas y sus proveedores de madera, latón y cobre, fabricantes de vajilla y cristalería, cerrajeros, tabaqueros y editores.
Este cambio dramático en la naturaleza del vecindario continuó ahuyentando a los residentes, y entre 1860 y 1865, el Octavo Cuartel -que incluía al SoHo-, perdió el 25% de su población. Luego de la guerra civil y el pánico de 1873, en los años 1880 y 1890, grandes fábricas empezaron a mudarse al área, especialmente empresas textiles, y la zona se convirtió en el centro mercantil y de comercio de bienes secos de la ciudad y fue sujeto de una gran especulación de bienes raíces. Dicha fase llegó a su fin cuando terminó el siglo XX y, a medida que el centro de la ciudad continuó moviéndose hacia el norte, la calidad del área declinó.
Luego de la Segunda Guerra Mundial, la industria textil se mudó al sur, dejando desocupados en este distrito muchos edificios grandes. En algunos edificios las fábricas fueron reemplazadas por almacenes y plantas de impresión y otros fueron derruidos para ser reemplazados por gasolineras, talleres mecánicos y playas de estacionamiento y garajes. Para los años 1950, el área se convirtió como Hell's Hundred Acres (en inglés: "los cien acres del infierno"), un páramo industrial lleno de talleres donde se explotaba a sus trabajadores y pequeñas fábricas que funcionaban en el día pero quedaban vacías en la noche. No sería hasta los años 1960, cuando los artistas empezaron a interesarse en los antiguos espacios fabriles que tenían techos altos y muchas ventanas, que el carácter del barrio empezó a cambiar nuevamente.

### Arquitectura de hierro forjado
El SoHo tiene la mayor colección de arquitectura en hierro en el mundo. Aproximadamente 250 edificios de hierro forjado se elevan en Nueva York y la mayoría están en el SoHo. El hierro forjado fue inicialmente utilizado como una cubierta decorativa para la fachada que se ponía sobre una edificación preexistente. Con la adición de modernas fachadas decorativas, los antiguos edificios industriales atrajeron nuevos clientes comerciales. Muchas de esas fachadas fueron construidas durante el periodo de 1840 a 1880. Además de revitalizar estructuras antiguas, los edificios en el SoHo fueron luego diseñados para llevar el hierro forjado.

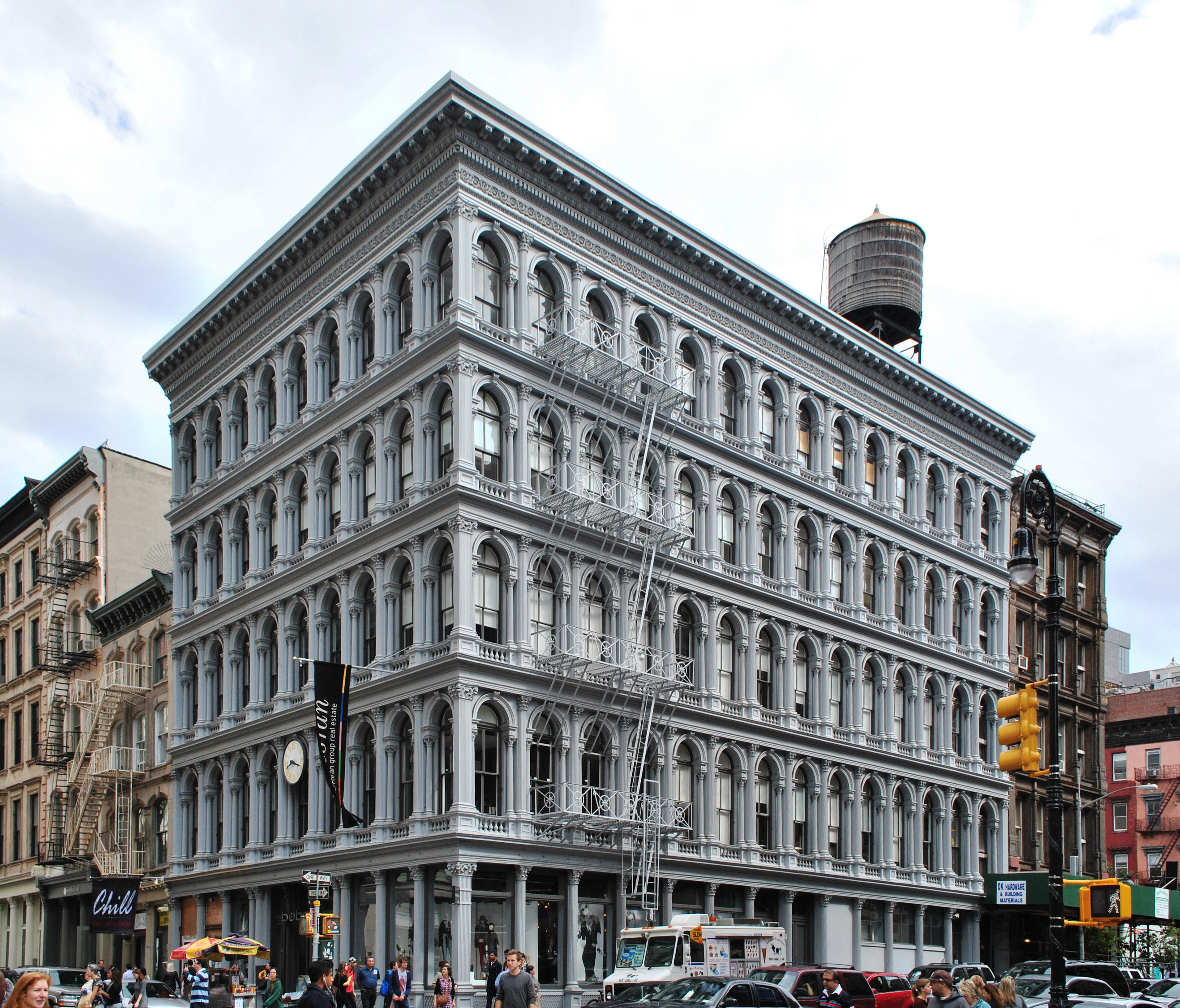
El E. V. Haughwout Building en la esquina de Broadway y Broome Street fue construido en 1856–57, y tiene una fachada de hierro forjado hecha por Daniel D. Badger

Una innovación arquitectónica estadounidense, el hierro forjado era más barato para ser usado en fachadas que otros materiales como la piedra o el ladrillo. Moldes ornamentales, prefabricados en fundiciones, fueron utilizados intercambiablemente para muchos edificios y una pieza rota podía ser fácilmente fundida de nueva. Los edificios podían levantarse rápidamente; algunos fueron construidos en tan sólo cuatro meses. A pesar del breve período de construcción, la calidad del diseño del hierro forjado no se sacrificaba. Antes se había utilizado el bronce principalmente para los detalles arquitectónicos. Los arquitectos descubrieron que el hierro forjado que casi no tenía costo podía proveer patrones intrincados de diseño. Diseños de la arquitectura clásica francesa o italiana fueron utilizados a menudo como modelos para estas fachadas. Como la piedra era el material asociado con las grandes obras arquitectónicas, el hierro forjado, pintado en colores neutrales como beige, fue utilizado para simular a la piedra.
Hubo una proliferación de fundiciones de hierro forjado en Nueva York, incluyendo a Badger's Architectural Iron Works, James L. Jackson's Iron Works y Cornell Iron Works.
Toda vez que el hierro era flexible y de fácil moldeo, marcos de ventanas suntuosamente curvados fueron creados, y la fuerza del metal permitió que estos marcos tuvieran una altura considerable. Los interiores de los edificios de este distrito industrial, que antes eran sombríos y estaban alumbrados a gas, se vieron inundados con luz natural a través de las ventanas engrandecidas. La fuerza del hierro forjado permitió techos más altos con columnas de soporte más delgadas y los interiores se volvieron amplios y funcionales.
Durante el apogeo del hierro forjado, muchos arquitectos pensaron que era más firme que el acero. Se pensó también que el hierro forjado podría ser resistente al fuego y las fachadas fueron colocadas sobre muchos interiores hechos de madera y otros materiales inflamables. Cuando se expone al calor, el hierro forjado se tuerce y luego se rompe cuando se le somete al agua fría que se usaba para apagar los incendios. En 1899, un código de edificaciones mandó que los frontales de hierro forjado fueran instalados sobre piedra. Muchos de los edificios que se mantienen hasta el día de hoy fueron construidos de esa manera. Fue el advenimiento del acero como un material de construcción principal el que llevó al fin de la época del hierro forjado.

### Autopista del bajo Manhattan

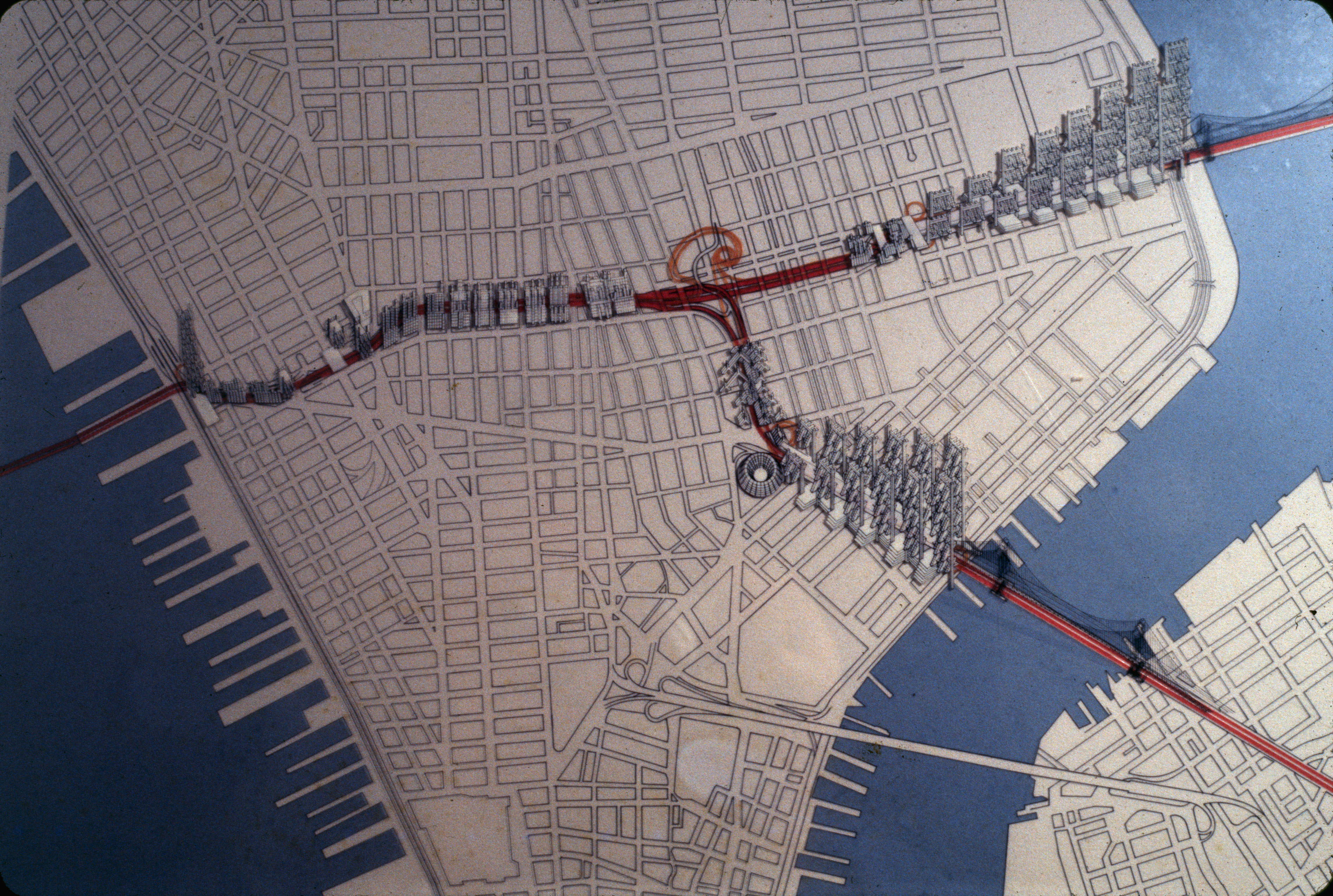
Ruta proyectada de la autopista del bajo Manhattan

En los años 1960, el área del SoHo debía ser la ubicación de dos enormes autopistas elevadas que formaban parte de la Autopista del Bajo Manhattan (en inglés: Lower Manhattan Expressway), un proyecto de Robert Moses que buscaba crear una ruta para automóviles y camiones que conectara los puentes de Manhattan y de Williamsburg al este con el Túnel Holland al oeste.
El joven movimiento de preservación histórica y arquitectónica, despertado por la destrucción de la original estación Pensilvania en 1963 y la amenaza a otras estructuras históricas, retaron los planes porque significaba la pérdida de una gran cantidad de edificios de hierro forjado del siglo XIX.

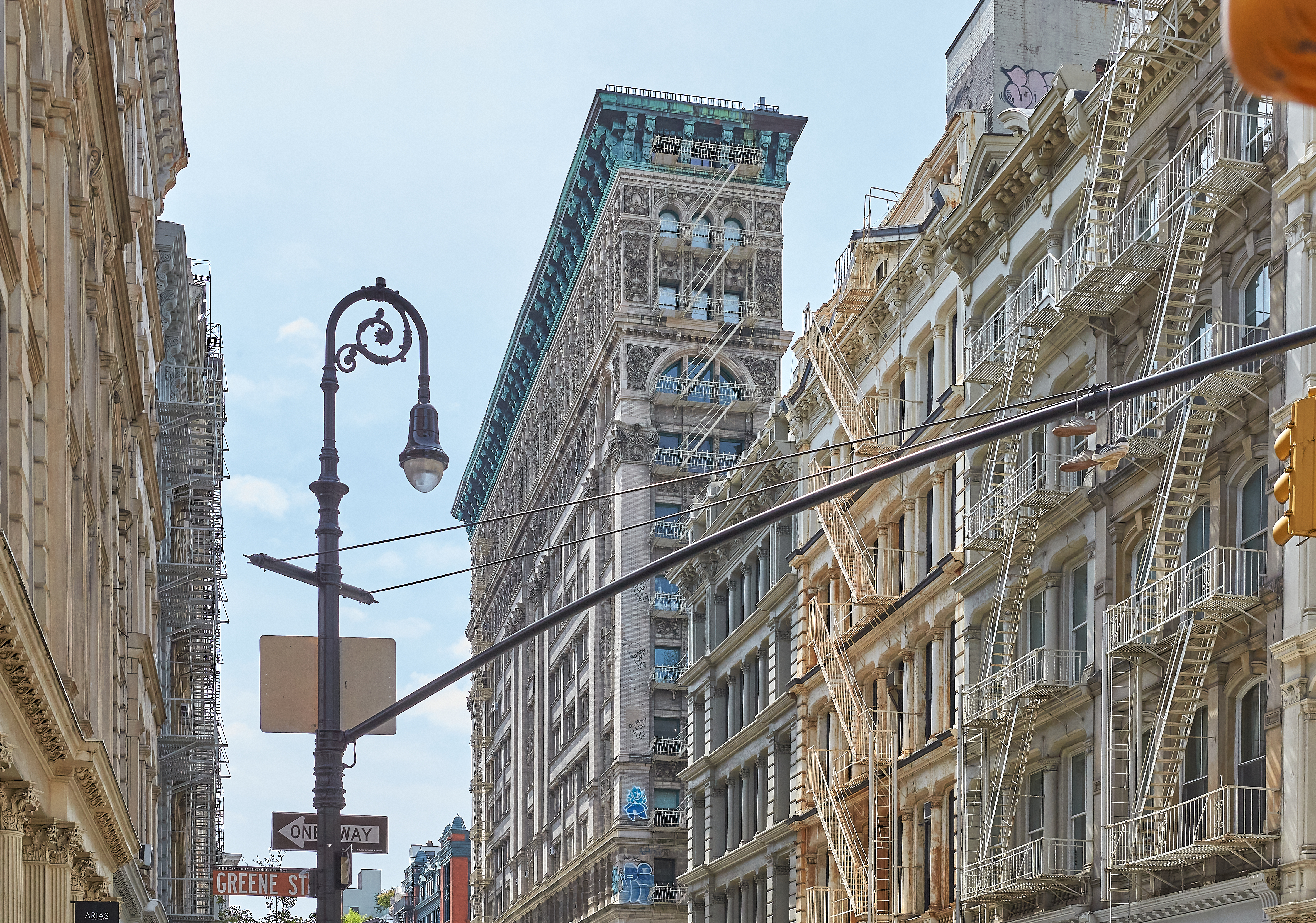
arquitectura en hierro en Broome Street

Cuando John V. Lindsay se convirtió en alcalde de la ciudad en 1966, su primera reacción fue tratar de impulsar el proyecto de la autopista cambiando su recorrido en áreas residenciales y poniendo énfasis en la importancia de una arteria de esas características para la ciudad. Sin embargo, gracias a los esfuerzos de Jane Jacobs, Tony D'Apolito, Margot Gayle, y otros líderes locales, cívicos y culturales, así como artistas residentes en el SoHo, el proyecto fue dejado de lado.

### Migración de artistas
Tras el abandono del proyecto de la autopista, la ciudad se quedó con un gran número de edificios históricos que no eran atractivos para el tipo de industria y comercio que sobrevivía en la ciudad en los años 1970. Los pisos superiores de muchos de esos edificios habían sido construidos como lofts comerciales que tenían grandes espacios libres para su uso en manufactura u otros usos industriales. Dichos espacios atrajeron artistas que los valoraban por sus grandes extensiones, sus grandes ventanales que permitían el ingreso de bastante luz natural y sus bajos alquileres. La mayoría de estos espacios habían sido utilizados ilegalmente como viviendas a pesar de que no tenían zonificación residencial y no se hallaban equipados para ese uso. Esta violación de la zonificación generalizada fue ignorada durante mucho tiempo a medida que los artistas residentes fueron usando esos espacios, para los que había poca demanda debido a la mala economía de la ciudad en esos momentos y que de otra manera habrían quedado abandonados.

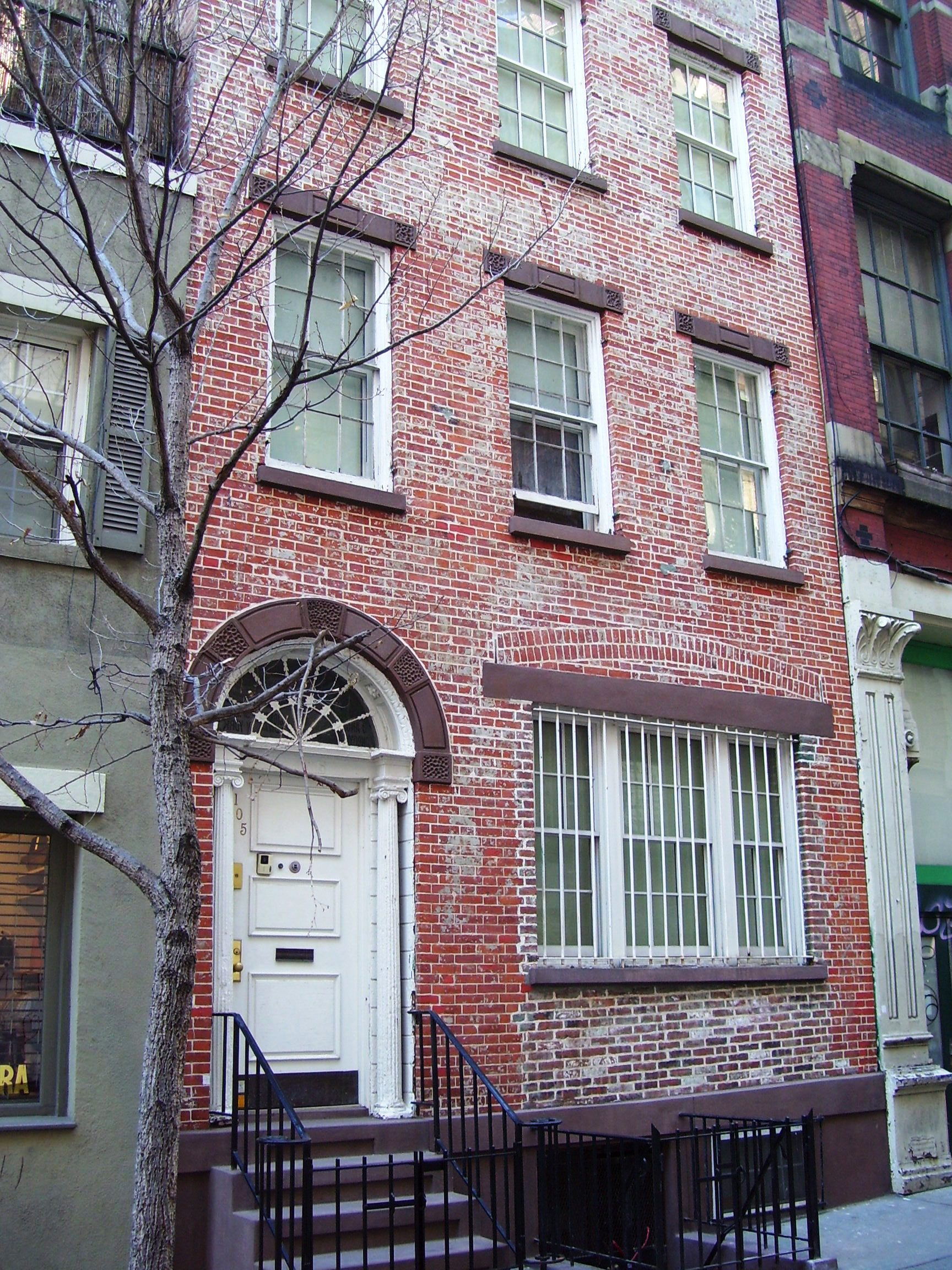
El SoHo también contiene antiguos edificios industriales en otros estilos arquitectónicos y está dotado con pequeñas estructuras como esta casa de estilo federal construida entre 1819–20.

Sin embargo, a medida que la población de artistas crecía, la ciudad hizo algunos intentos para apadrinar el movimiento, preocupados por la ocupación de espacios que no cumplían las regulaciones para edificios residenciales, y la posibilidad de que el espacio ocupado fuera necesitado cuando retornaran las actividades manufactureras a la ciudad. Presionada por varios lados y con organizaciones como la Artist Tenant Association (Asociación de Artistas Arrendatarios) y luego la Soho Artist Association (Asociación de Artistas del Soho), la ciudad abandonó los intentos de mantener el carácter estrictamente industrial del distrito y, en 1971, la resolución de zonificación fue corregida para permitir la existencia de espacios mixtos de trabajo-residencia para artistas, y las zonificaciones M1-5a y M-5b fue establecida para permitir a los artistas visuales, certificados como tales por el Departamento de Asuntos Culturales, vivir donde trabajan. En 1987, a los residentes en el SoHo y en el NoHo que no eran artistas se les permitió acogerse a dicha disposición, pero esa fue la única extensión permitida.[cita requerida]
El área fue declarada monumento histórico como el Distrito Histórico de SoHo–Cast Iron en 1973.

### Gentrificación y tiendas
En el 2005, la construcción de edificios residenciales en lotes baldíos en el distrito histórico fue autorizada. Sin embargo, al no poder hacer cumplir las nuevas leyes de zonificación de la ciudad que entraron en vigor en los años 1980 de tal manera que pudiera ser aplicado en todos sitios, el vecindario empezó a atraer residentes de mayor poder adquisitivo. La congelación de alquileres dictada por la ley de lofts de 1982, además de que varios de los artistas residentes fueran propietarios de sus propios emprendimientos, hizo que muchos de los primeros artistas que se instalaron en la zona permanecieran en ella. Eso desmiente la falsa idea de que la gentrificación los obligó a salir de la zona. Muchos residentes llevan décadas viviendo en la zona.  A partir de los años setenta, y gracias, entre otros, al surgimiento de corrientes artísticas genuinamente neoyorquinas, como el Pop Art, los principales centros de actividad artística contemporánea comienzan a situarse en el SoHo. Es entonces cuando comienzan a surgir numerosos estudios focalizados en las particularidades de este distrito cultural y en las relaciones de galerías artísticas establecidas en él. El SoHo se convirtió, entre los setenta y la llegada del siglo XXI, en uno de los principales clústeres culturales de la ciudad. A partir del siglo XXI, este se ha ido desplazando –aunque no ha desaparecido del todo del SoHo– hacia Chelsea, lugar de lo más chic para el mercado del arte de comienzos de siglo. A mediados de los años 1990, muchas de las galerías se mudaron a Chelsea pero otras se quedaron, como DTR Modern Galleries, William Bennett Gallery, Martin Lawrence Galleries, Terrain Gallery, Franklin Bowles Gallery y Pop International Gallery. 

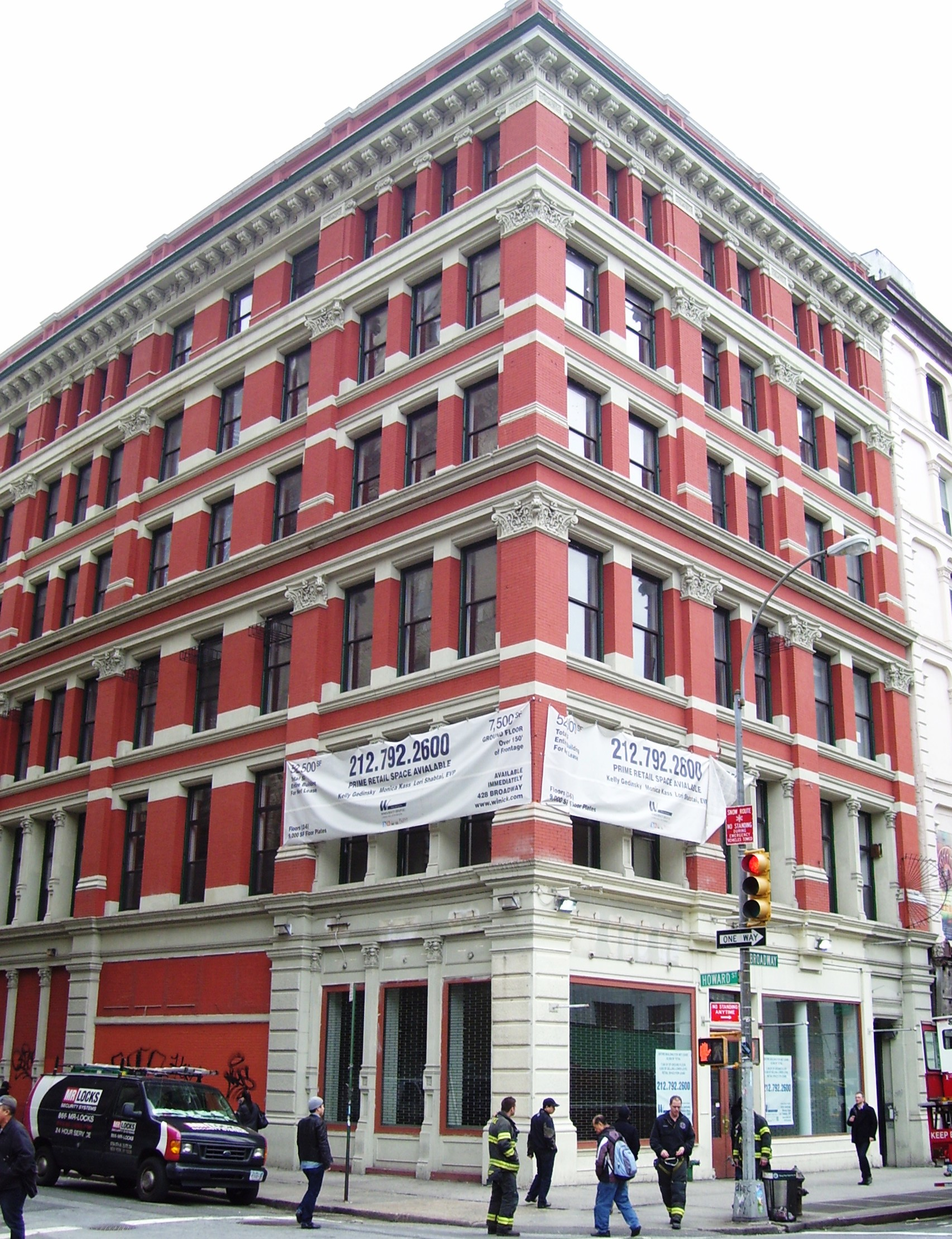
El 428 Broadway (428-432) fue construido en 1888-89 y diseñado por Samuel A. Warner en el estilo Reina Ana

La ubicación en el SoHo, el atractivo de los lofts como espacios residenciales, la arquitectura y su reputación como un refugio de artistas contribuyeron a este cambio. Este patrón de gentrificación es típicamente conocido como el "efecto SoHo" y se ha observado en varios puntos de los Estados Unidos. Un remanso de artistas pobres y pequeñas fábricas en los años 1970, el SoHo se convirtió en un destino turístico popular de gente que buscaba ropa de moda y arquitectura exquisita y lugar de algunos de los bienes raíces más caros en el país.
Las cadenas de outlets del SoHo se agrupan en la parte norte del barrio a lo largo de la calle Broadway y sus intersecciones con las calles Prince y Spring. Las veredas en esta área están usualmente atestadas de turistas y vendedores de joyería, camisetas y otros productos. SoHo es hoy conocido por su comercio y su mezcla ecléctica de boutiques. Hacia el 2010, tenía el doble de cadenas de tiendas que boutiques y tres veces más boutiques que galerías de arte.

### Rezonificación
A pesar del cambio significativo que experimentó el barrio en las décadas anteriores, a fines de los años 2000, la zonificación del área aún reflejaba su herencia industrial. Cualquier nuevo proyecto residencial requería permisos especiales. Entonces, en el 2019, la ciudad empezó un proceso de consulta pública llamada "Envision SoHo/NoHo" para crear un plan para el crecimiento futuro y administrar los cambios y, finalmente, llevar las reglas de uso del terreno a estar acordes con el uso residencial y comercial de la actualidad.
Una coalición de cerca de dos docenas de organizaciones de vivienda y sociales, liderada por el grupo pro-vivienda Open New York e incluyendo al Citizens Housing and Planning Council (Concejo ciudadano de vivienda y planeamiento), la Regional Plan Association (Asociación de Planeamiento Regional), y Habitat for Humanity, fijaron la idea de la rezonificación como una forma de aliviar la escasez de vivienda en la ciudad. En octubre del 2019, la coalición puso en marcha un plan de rezonificación que produciría 3,400 nuevas viviendas de las que por lo menos 700 serían accesibles. Luego en ese mismo mes, la ciudad propuso oficialmente un plan similar que contemplaba la creación de 3,200 nuevas unidades residenciales y más de 800 accesibles. Los observadores sugirieron que la campaña de la coalición para una zonificación residencial había espoleado a actuar a un alcalde que previamente se había mostrado reacio, notando que incluso grupos de la industria de bienes raíces como la Real Estate Board of New York (REBNY), la organización de comercio inmobiliario más grande de la ciudad, no habían mostrado ningún interés en rezonificar el SoHo y el NoHo. La propuesta fue inmediatamente controversial: mientras la mayoría de los candidatos en las primarias para la alcaldía de la ciudad del Partido Demócrada y en las elecciones de presidente del borough de Manhattan apoyaron el plan, al menos en principoi, los candidatos a elección de miembros del concejo de la ciudad se mostraron más divididos.
Una media docena de grupos vecinales, liderados por la Greenwich Village Society for Historic Preservation, llevaron adelante un "plan alternativo comunitario" que señalaban que podía crear más viviendas accesibles sin necesidar de nuevas construicciones, y un reporte que atacaba el plan de la ciudad, un reclamo que fue contestado por la ciudad y otras organizaciones cívicas. Carl Weisbrod, antiguo presidente de la Comisión de Planeamiento de la Ciudad de Nueva York dijo que el reporte de la GVSHP era "engañoso y falso" y un portavoz de la oficina del alcalde describió el "plan alternativo comunitario" como "un ejercicio de pensamiento mágico". En julio del 2021, el consejo comunitario votó para rechazar la propuesta sin embargo, el voto no fue vinculante. En septiembre del 2021, el presidente del borough de Manhattan Gale Brewer expresó preocupaciones acerca del plan, particularmente su potencial de incentivar el desarrollo comercial en vez del residencial, una crítica que fue apoyada por algunos de los defensores de vivienda que inicialmente habían apoyado el plan.

## Demografía
A efectos de realizar los censos, el gobierno de Nueva York clasifica al SoHo como parte de una área más grande llamada SoHo-TriBeCa-Civic Center-Little Italy. Basado en la data del censo estadounidense del 2010, la población de SoHo-TriBeCa-Civic Center-Little Italy fue de 42,742 habitantes, un aumento de 5,985 (14%) con relación a los 36,757 contabilizados en el 2000. Cubriendo un área de 235.37 hectáreas, el barrio tiene una densidad poblacional de 18,200 hab./km². La composición racial del barrio era de 66.1% (28,250) blancos, 2.2% (934) afroamericanos, 0.1% (30) nativo americano, 22.2% (9,478) asiático, 0% (11) isleño del pacífico, 0.4% (171) de otras razas, y 2.6% (1,098) de dos o más razas. Hispanos o latinos de cualquier raza fueron el 6.5% (2,770) de la población.
La totalidad del Distrito Comunitario 2, que comprende SoHo y Greenwich Village, tenía 91,638 habitantes según el perfil de salud comunitaria del 2018 elaborado por NYC Health, con una expectativa de vida de 85.8 años.: 2, 20  Esta es más alta que la media de la ciudad de 81.2.: 53 (PDF p. 84)  La mayoría de habitantes son adultos, una gran parte (42%) se encuentran entre las edades de 25–44, mientras el 24% tiene entre 45–64, y el 15% tiene 65 o más años. El ratio de jóvenes y residentes de edad universitaria es menor, siendo el 9% y el 10% respectivamente.: 2 
Hacia el 2017, el ingreso medio por hogar en los distritos comunitarios 1 y 2 que incluyen el Financial District y Tribeca) fue de $144,878, aunque el ingreso medio sólo en el SoHo fue de $124,396. En el 2018, un estimado del 9% de los residentes del SoHo y Greenwich Village vivían en pobreza, comparado con el 20% de todo Manhattan y el 20% en toda la ciudad de Nueva York. Uno de cada 25 residentes (4%) se encuentra desempleado, comparado con el 7% de Manhattan y el 9% en Nueva York. El porcentaje de residentes que tienen dificultades para pagar sus alquileres es de 38% en el SoHo y Greenwich Village, comparado con los porcentajes de Manhattan y de la ciudad de 45% y 51% respectivamente. Basados en estos cálculos, el SoHo y Greenwich Villageson considerados zonas de ingresos altos en comparación con el resto de la ciudad y no están en un proceso de gentrificación.: 7 

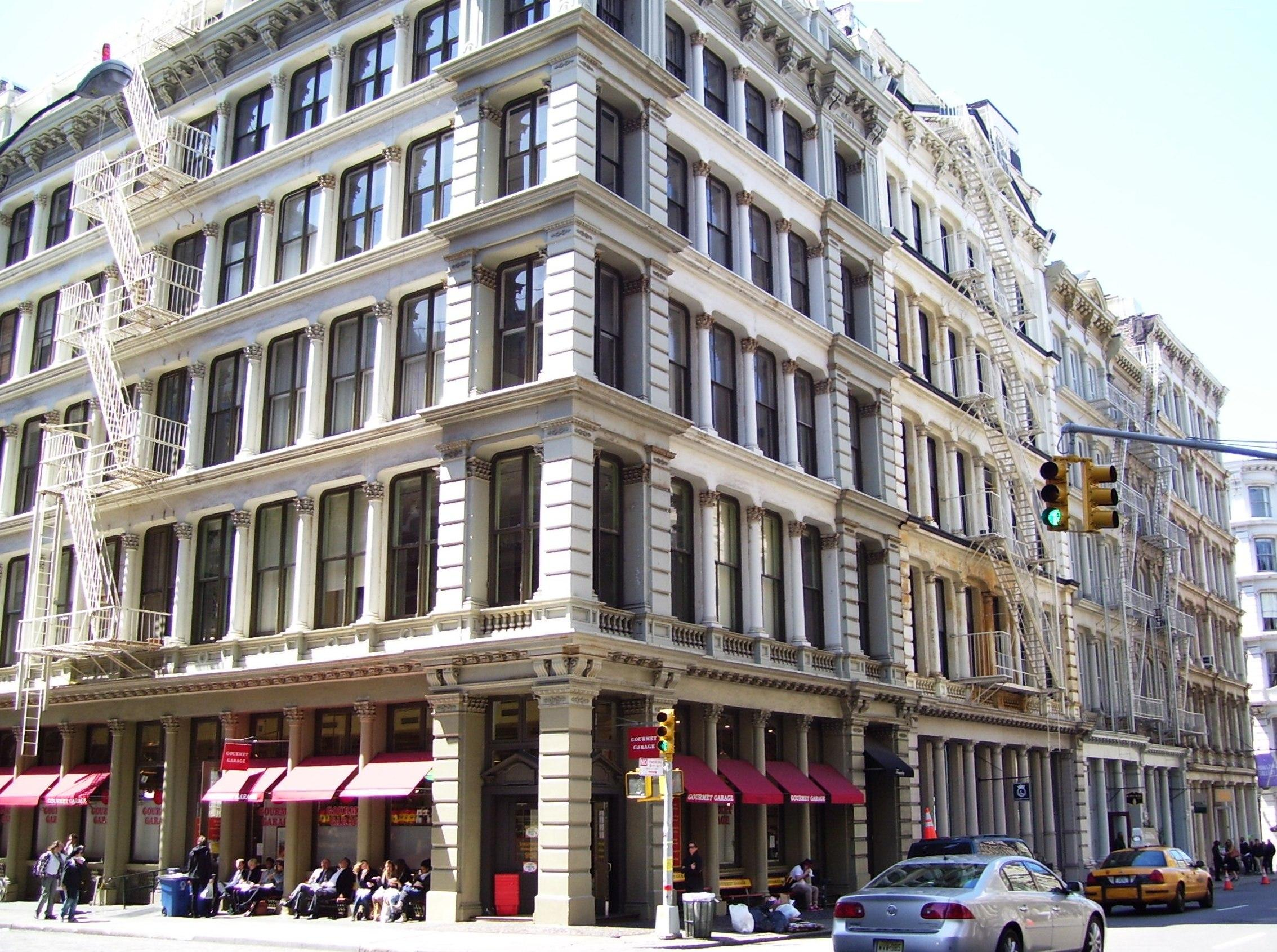
Edificios de hierro forjado en el 453-467 Broome Street entre las calles Mercer y Greene.

## Criminalidad
El SoHo y el bajo Manhattan son patrullados por el Primer Precinto del NYPD, ubicado en el 16 Ericsson Place. El primer precinto está en el ranking 63 de 69 en seguridad conforme al ratio de crimen per-cápita del 2010. Aunque el número de crímenes es bajo comparado con otros precintos de la ciudad, la población residencial también es mucho menor. Con un ratio de asaltos no fatales de 10 por 100,000 personas, el ratio de crímenes violentos del SoHo es menor que el de la ciudad. El ratio de encarcelamiento es de 100 por 100,000 personas y también es menor que el de la ciudad.: 8 
El primer precinto tiene un ratio de crímenes menor que en los años 1990 con un descenso en todos los tipos de crímenes del 86.3% entre 1990 y 2018. Durante el 2018, el precinto tuvo 1 asesinato, 23 violaciones, 80 robos, 61 asaltos, 85 atracos, 1085 grandes hurtos y 21 robos de autos.

## Bomberos
El SoHo es atendida por dos estacones del Departamento de Bomberos de la Ciudad de Nueva York (FDNY):
- Bomba 24/Escalera 5/Batallón 2 – 227 6.ª Avenida[66]
- Escalera 20/División 1 – 253 Lafayette Street[67]

## Salud
Los nacimientos prematuros son más comunes en SoHo y Greenwich Village que en otras partes de la ciudad, aunque los embarazos adolescentes son menos comunes. En el SoHo y Greenwich Village hubo 91 nacimientos prematuros por cada 1000 nacidos vivos (comparado a los por 1000 de la ciudad) y 1 embarazo adolescente por cada 1000 nacidos vivos (comparado al 19.3 por 1000 de la ciudad). Aunque el ratio de embarazos adolescentes se basa en una pequeña muestra.: 11  SoHo y Greenwich Village tienen una baja población de residentes que no cuentan con seguro de salud. En el 2018, esta población fue estimada en el 4%, menos que el ratio de la ciudad que es 12%, aunque esto se basó en una muestra pequeña.: 14 
La concentración de partículas finas en suspensión, la forma más mortal de contaminación atmosférica, en el SoHo y Greenwich Village es 0.0095 miligramos por metro cúbico, más que el promedio de la ciudad.: 9  16% de los residentes del SoHo y Greenwich Village son fumadores, lo que es más que el promedio de la ciudad de 14%.: 13  En el SoHo y Greenwich Village, 4% de los residentes son obesos, 3% son diabéticos, y 15% tienen presión alta, los ratios son más bajos que los de la ciudad de 24%, 11%, y 28% respectivamente.: 16  Además, el 5% de los niños son obesos, el ratio más bajo en la ciudad comparado con el promedio de ésta de 20%.: 12 
96% de los residentes comen frutas y vegetales todos los días, lo que es más que el promedio de la ciudad de 87%. En el 2018, el 91% de los residentes describieron su salud como "buena", "muy buena" o "excelente", más que el promedio de la ciudad de 78%.: 13  Por cada supermercado en el SoHo y Greenwich Village, hay 7 bodegas.: 10 
El hospital más cercano es el Beth Israel Medical Center en Stuyvesant Town, así como el Bellevue Hospital Center y NYU Langone Medical Center en Kips Bay, y el NewYork-Presbyterian Lower Manhattan Hospital en el Civic Center.

## Oficinas postales y códigos ZIP
El SoHo se encuentra entre dos códigos ZIP. El área al norte de Broome Street es el código 10012 mientras el área al sur de esa calle es el 10013. El Servicio Postal de los Estados Unidos opera dos oficinas postales, ambas en el código ZIP 10014, cercano al SoHo:
- Village Station – 201 Varick Street con King Street.[71]
- West Village Station – 527 Hudson Street entre la calle 10 oeste y Charles.[72]

## Educación

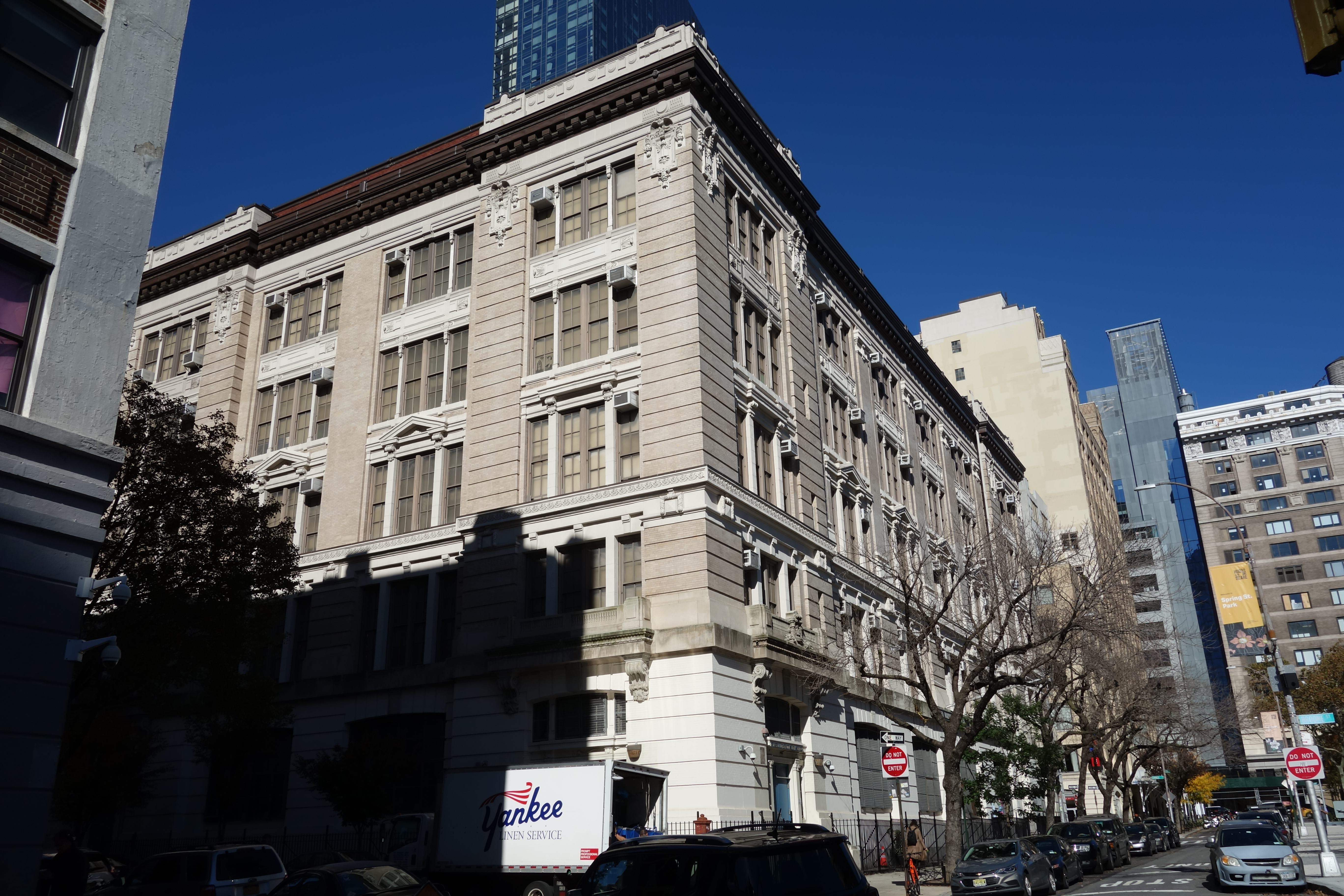
Chelsea Career & Technical Education High School, ubicado justo a las afueras del SoHo

SoHo y Greenwich Village generalmente tienen un nivel más alto de residentes con educación universitaria que el resto de la ciudad. La gran mayoría de residentes de 25 o más años de edad (84%) tienen educación universitaria o superior, mientras que el 4% tenía menos que una educación secundaria y el 12% son graduados de colegio secundario o tienen estudios universitarios. En contraste, el 64% de los residentes de Manhattan y el 43%  de los residentes de la ciudad tienen una educación universitaria o superior.: 6  El porcentaje de estudiantes del SoHo y Greenwich Village que destacan en matemática subió de 61% en el 2000 a 80% en el 2011, y las mejoras en lectura crecieron del 66% al 68% durante el mismo periodo de tiempo.
El ratio de ausentismo escolar en el SoHo y Greenwich Village es menor que en el resto de la ciudad. En el SoHo y Greenwich Village, el 7% de estudiantes primarios perdieron 20 o más días por año lectivo, menos que el promedio de la ciudad de 20%.: 24 (PDF p. 55) : 6  Adicionalmente, el 91% de los estudiantes secundarios en SoHo y Greenwich Village se graduaron en su momento, más que el promedio de la ciudad que es del 75%.: 6 

### Escuelas
No hay escuelas del Departamento de Educación de la Ciudad de Nueva York en el SoHo, aunque hay varias a las afueras del barrio, incluyendo:
- Broome Street Academy Charter School (M522, 121 Avenue of the Americas)[74]
- Chelsea Career & Technical Education High School (M615, 131 Avenue of the Americas)[75]
- NYC Ischool (M376, 131 Avenue of the Americas)[76]
- P.S. 130 Hernando de Soto School (M130, 143 Baxter Street)[77]
- Unity Center for Urban Technologies (M500, 121 Avenue of the Americas)[78]

La Montessori School en el SoHo se encuentra en el 75 Sullivan Street.

### Biblioteca
La sede de Mulberry Street de la Biblioteca Pública de Nueva York se ubica en el 10 Jersey Street. La biblioteca ocupa tres pisos de una antigua fábrica de chocolate en el SoHo, incluyendo dos sótanos.

## Transporte
Se puede llegar al SoHo con el Metro de Nueva York, mediante las líneas A, C y E hacia Spring Street; 1 y 2 hacia Houston Street; N, Q, R y W hacia Prince Street; y las líneas 4, 6 y <6> hacia Spring Street. El bus M21 que cruza la isla en Houston Street y los buses M1 y M55 que van de norte a sur también llegan al vecindario.